# Wodnika
Wodnika ist eine ausgestorbene Gattung der Ordnung Ctenacanthiformes. Dieser zu den Knorpelfischen (Chondrichthyes) gehörende urtümliche Hai lebte vom Mittel- bis zum Oberperm.

## Erstbeschreibung
Wodnika wurde erstmals im Jahr 1843 von Münster wissenschaftlich beschrieben – die Erstbeschreibung basierte auf fossilen Zahnfunden im Kupferschiefer von Richelsdorf. Münster hatte das Fossil jedoch bereits im Jahr 1840 entdeckt.

## Taxonomie
Die Gattung Wodnika bildet zusammen mit den Taxa  Anaclitacanthus, Amelacanthus, Asteroptychius, Carinacanthus, Ctenacanthus, Cratoselache, Goodrichthys, Pyknotylacanthus und Rhombacanthus die Familie der Ctenacanthidae. Letztere gehört neben den Bandringidae, den Phoebodontidae und den Tamiobatidae zur Euselachier-Ordnung Ctenacanthiformes. Subtaxa von Wodnika sind Wodnika althausi, Wodnika ocoyae und Wodnika striatula. Das Typusfossil ist Wodnika althausi. Später entdeckte Münster am selben Fundort noch das Taxon Wodnika striatula. Ein neues Taxon ist Wodnika borealis, von dem Maisey im Jahr 1982 das Rückgrat und eine Rückenflosse in Alaska fand.

## Merkmale

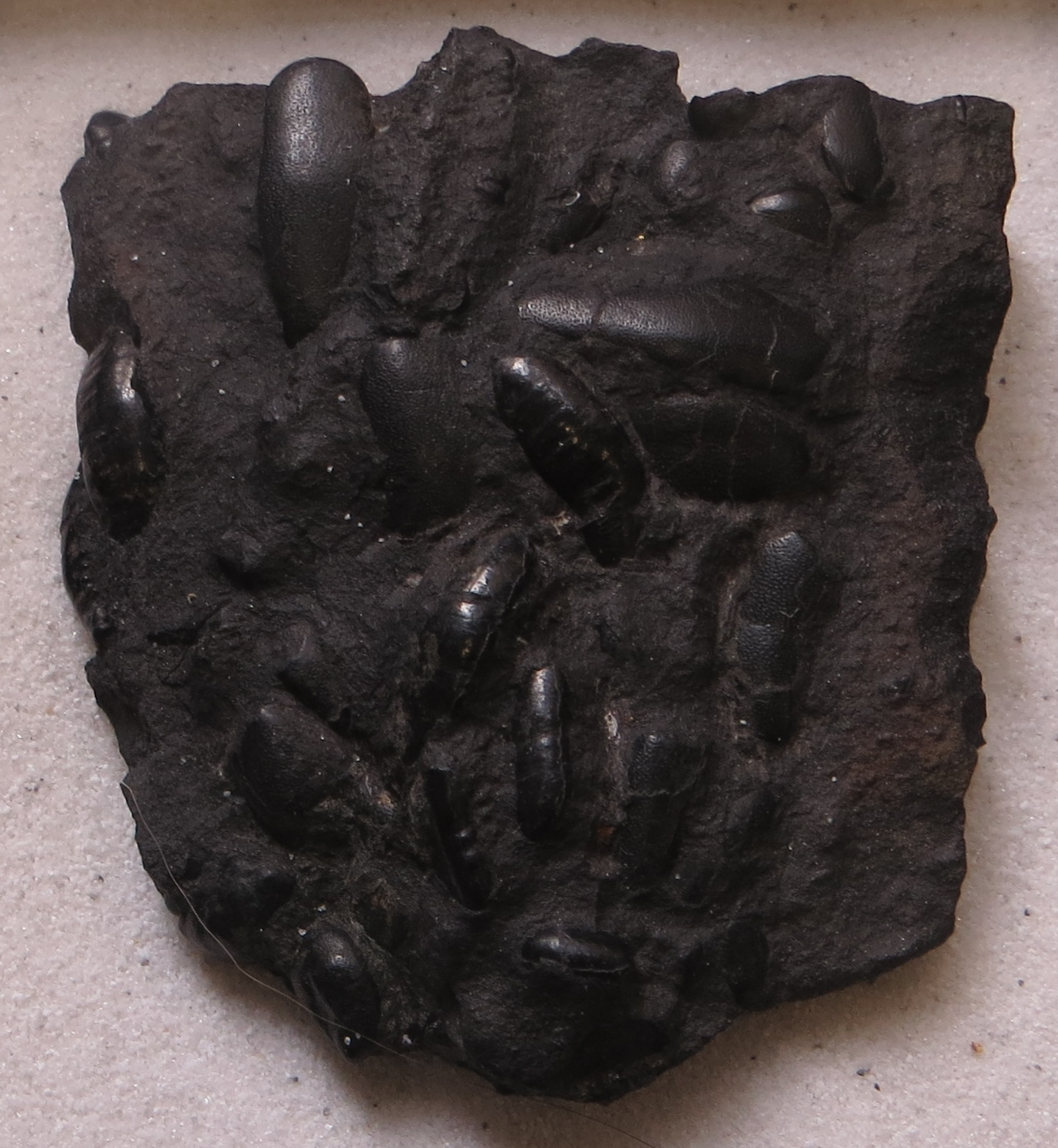
Fossil erhaltene Bezahnung von Wodnika althausi

Wodnika war ein kleiner, agiler Hai, der eine Länge von gut einem Meter erreichte (Fossilien in Hasbergen sind beispielsweise 50 bis 80 Zentimeter lang). Er ist einer der wenigen Knorpelfische des Perms, von dem nahezu das gesamte Skelett erhalten geblieben ist. Das Tier verfügte über eine eigenartige Bezahnung, wobei die einzelnen Zähne stark abgeplattet, skulptiert und überdies von keinerlei Zahnschmelz bedeckt waren.
Das äußere Erscheinungsbild von Wodnika war typisch für Ctenacanthiformes: so besaß er zwei kräftige, halbmondförmige Rückenflossen, vor denen je ein 6 bis 10 Zentimeter langer Dornenstachel aufragte, ähnlich wie bei Sphenacanthus. Die Dornenstacheln waren im Querschnitt dreieckig, ihre Rückseite war konvex gebogen und ohne Dentikel. Auf ihrer Oberfläche befanden sich 7 – 9 Längsrillen bzw. -furchen. Brust- und Bauchflossenpaar waren deutlich voneinander abgesetzt, mit gut entwickeltem Brust- und Beckengürtel. Das Bauchflossenpaar setzte unmittelbar unterhalb der zweiten Rückenflosse an. Deutlich abgetrennt folgte sodann die Afterflosse. Die Schwanzflosse war äußerlich homocerk. Das Gelenk der beiden kräftigen Brustflossen war im Unterschied zu Sphenacanthus nicht tribasal. Am Ansatz der beiden Rückenflossen fehlte das tragende Knorpelgewebe. Im Unterschied zum Taxon Sphenacanthus, mit dem Wodnika sehr viele Merkmale teilte, war jedoch Wodnika wegen der fehlenden letzten beiden Merkmale ein wesentlich primitiverer Vertreter der Ctenacanthidae.

## Lebensweise
Wodnika dürfte ein nektischer, sehr agiler Schwimmer gewesen sein, der sich wegen seiner sehr robusten, abgeplatteten, rugosen Bezahnung wahrscheinlich vorwiegend von Hartschalern (wie beispielsweise Nautiloideen) ernährte.

## Faunenassoziation
An der Fundstelle Hasbergen bei Osnabrück wird Wodnika mit anderen Fischen wie beispielsweise Acentrophorus, Coelacanthus, Eurysomus, Palaeoniscum und Pygopterus angetroffen.

## Vorkommen
Folgende Fundstellen von Wodnika sind bekannt:
- Deutschland: Kupferschiefer, Zechstein Z 1 (Oberperm, Wuchiapingium)
  - Bad Sachsa
  - Dorfitter (Steinbruch Bauch)[7]
  - Eisleben
  - Hasbergen – 257,3 Millionen Jahre BP[5]
  - Hettstedt
  - Kamp-Lintfort, Zeche Friedrich-Heinrich[8]
  - Kamsdorf
  - Lichtenau im Spessart[7]
  - Richelsdorf[2]
  - Sangerhausen
  - Stedtfeld
- England
  - Durham
- Polen
  - Neukirch (Novy Kosciol)
- Russland
  - Orenburg – Amanakskaya-Formation (Guadalupium)[9]
  - Wladimir (Lopingium)[10]
- Vereinigte Staaten:
  - Alaska: Siksikpuk Formation (Mittelperm)[4]

Der amerikanische Ichthyologe David Starr Jordan beschreibt 1919 in seinem Werk Fossil fishes of southern California einen einzelnen Haizahn aus dem Miozän unter und dem Namen Wodnika ocoyae. 1923, in seinem Werk A Classification of Fishes, korrigiert er sich und hält den Zahn nur noch für eine Konkretion.